# Atholus bakeri
Atholus bakeri är en skalbaggsart som först beskrevs av Heinrich Bickhardt 1914.  Atholus bakeri ingår i släktet Atholus och familjen stumpbaggar. Inga underarter finns listade i Catalogue of Life.